# Emil Wahlström
Emil Wahlström (sinh ngày 2 tháng 3 năm 1987) là một cầu thủ bóng đá người Thụy Điển thi đấu cho BK Häcken ở vị trí hậu vệ.

## Danh hiệu
BK Häcken
- Cúp bóng đá Thụy Điển: 2015–16